# ASD Città di Siracusa
ASD Città di Siracusa är en italiensk fotbollsklubb från Syrakusa, Sicilien. 
Klubben har mestadels hållit till i de lägre divisionerna, men spelade under 1940-talet flera säsonger i Serie B. Under senare år har klubben dragits med svåra ekonomiska problem och ombildats flera gånger.